# Tyoni Batsiua
Tyoni Batsiua (* 14. Oktober 1981 in Boe; † 1. Februar 2004 in Denigomodu) war eine nauruische Gewichtheberin. Sie war mehrmals Ozeanienmeisterin und gewann insgesamt sechs Goldmedaillen an den South Pacific Games; sie nahm außerdem an Weltmeisterschaften und den Commonwealth Games 2002 in Manchester teil.

## Karriere
Erste Erfolge feierte Batsiua 1997 an den South Pacific Mini Games in Pago Pago. An den South Pacific Games 1999 in Hagåtña (Guam) gewann sie drei Medaillen; denselben Erfolg wiederholte sie an den South Pacific Games 2003 in Suva (Fidschi). Batsiua hält den Junioren- und Senioren-Ozeanienrekord in der 58-Kilogramm-Klasse. Sie war ursprünglich für die Teilnahme an den Olympischen Sommerspielen 2004 in Athen vorgesehen.
Am 1. Februar 2004 starb Batsiua an den Folgen eines Autounfalls, den sie wenige Tage zuvor erlitten hatte, im staatlichen Spital in Denigomodu. Sie hinterließ eine Tochter (Oceania, * 2000).